# 上田電鉄1000系電車
上田電鉄1000系電車（うえだでんてつ1000けいでんしゃ）は、上田電鉄別所線で使用されている通勤形電車である。
本項では、中間車からの改造車である6000系電車についても記述する。

## 概要
従来車（7200系）を置き換えるため、東京急行電鉄より1000系を譲り受けたものである。2008年（平成20年）3月3日にデハ1001-クハ1101（元東急1015F）が、同月10日にはデハ1002-クハ1102（同1018F）がそれぞれ東急長津田車両工場から中塩田駅まで陸送され、その後下之郷の車両基地へ回送されて整備を行ったうえで、同年8月1日より営業運転を開始した。その後2008年（平成20年）12月25日にデハ1003-クハ1103（同1014F）が、2009年（平成21年）1月10日にデハ1004-クハ1104（同1016F）が、2015年（平成27年）3月には中間車からの改造車である6000系デハ6001-クハ6101（同1005F）がそれぞれ増備され、本系列は2015年（平成27年）4月現在1000系が4編成8両、6000系が1編成2両在籍する。
なお、譲渡に際しては以下の改造が東急テクノシステム長津田工場にて施工された。
- デハ1000形の運転台寄りにパンタグラフを増設、2基搭載・既設パンタのシングルアーム化
- 客用扉外側に取っ手を追加
- 連結面に転落防止幌を設置
- 行先表示幕を上田電鉄仕様のものを追加で設置｡[注 2]
- 車内暖房の強化
- 運転室への地方型ワンマン運転対応設備の追加
  - 運転室背面に液晶ディスプレイ式案内表示器（運賃表示器併用）・運賃箱・整理券発行機を新設
  - 種別表示幕に「ワンマン」表示を追加
- クハ1100形に車椅子スペースを新設
- 優先席付近のつり革をオレンジ色から白色に変更
- ATS関連機器の交換

本系列はVVVFインバータ制御、シングルアーム型パンタグラフ、ボルスタレス台車、英字表記併記の電動行先表示幕、車内液晶ディスプレイ、バリアフリー設備など、上田電鉄では初採用となる数々の近代的な設備を備えている。

## 構造

### 車体
車体はビード補強付き軽量ステンレス製である。踏切障害物対策として前面には補助排障器（スカート）、バリアフリー対策として連結面に転落防止幌、側面に乗降促進放送が流れる車外スピーカーを装備している。帯色は7200系とは異なり、東急時代の赤帯のままとされている。
その後、1002編成は2008年（平成20年）10月4日より原田泰治デザインのラッピング電車「自然と友だち1号」として運行を開始した。「自然と友だち」をテーマとした同ラッピングは、18種類の昆虫や植動物をモチーフとしたロゴが入り、客用扉も環境をイメージした青、大地をイメージした黄、愛情をイメージした赤の3色に塗り分けられている。
同年12月25日より運行を開始した1003編成は、導入に際して原田デザインのラッピング電車「自然と友だち2号」となった。1002編成とは前面のデザインが異なり、1002編成が白を基調としたものであるのに対し1003編成では黒を基調としたものとされている。
なお、2009年（平成21年）1月10日に運行を開始した1004編成は1001編成と同様に東急時代の外観のまま使用されていたが、2015年（平成27年）3月28日より廃車となった7253編成に代わり、「まるまどりーむ号Mimaki」として運行を開始した。長野県東御市にある、業務用大判インクジェットプリンターメーカーのミマキエンジニアリングが特別協賛になり、側面窓下にMimakiのロゴが入っている。
6000系6001編成は2015年（平成27年）3月28日に特別試運転列車による出発式を実施し、3月30日に運転を開始。地元の戦国武将真田信繁（幸村）の赤備えをイメージした赤基調の塗装に真田家家紋の「六文銭」をあしらった特徴的な外観となっている。この外装フィルムもミマキエンジニアリングが制作した。なお、中間車からの改造車のため前面の形状は1000系と大幅に異なるほか、台車の形式及び床面高さが異なっている。2015年（平成27年）6月13日に一般公募により「さなだどりーむ号」という愛称が付けられた。
2016年（平成28年）2月、NHK大河ドラマ『真田丸』放送に合わせ、1001編成に同番組をPRするラッピングを施した。車内にも真田氏に関する年表などを掲示し、放送終了まで運行した。2017年（平成29年）1月、『真田丸』のラッピングは撤去され、赤帯に戻された。
2021年（令和3年）6月9日、ラッピング変更のため1002編成「自然と友だち1号」の運行を終了。「日本遺産認定1周年記念・別所線開業100周年」の新ラッピングとなり、同月19日出発式、同月20日から運用を開始した。愛称は公募の結果、「れいんどりーむ号」に決定。「自然と友だち号」は1003編成（旧「自然と友だち2号」）のみとなった｡

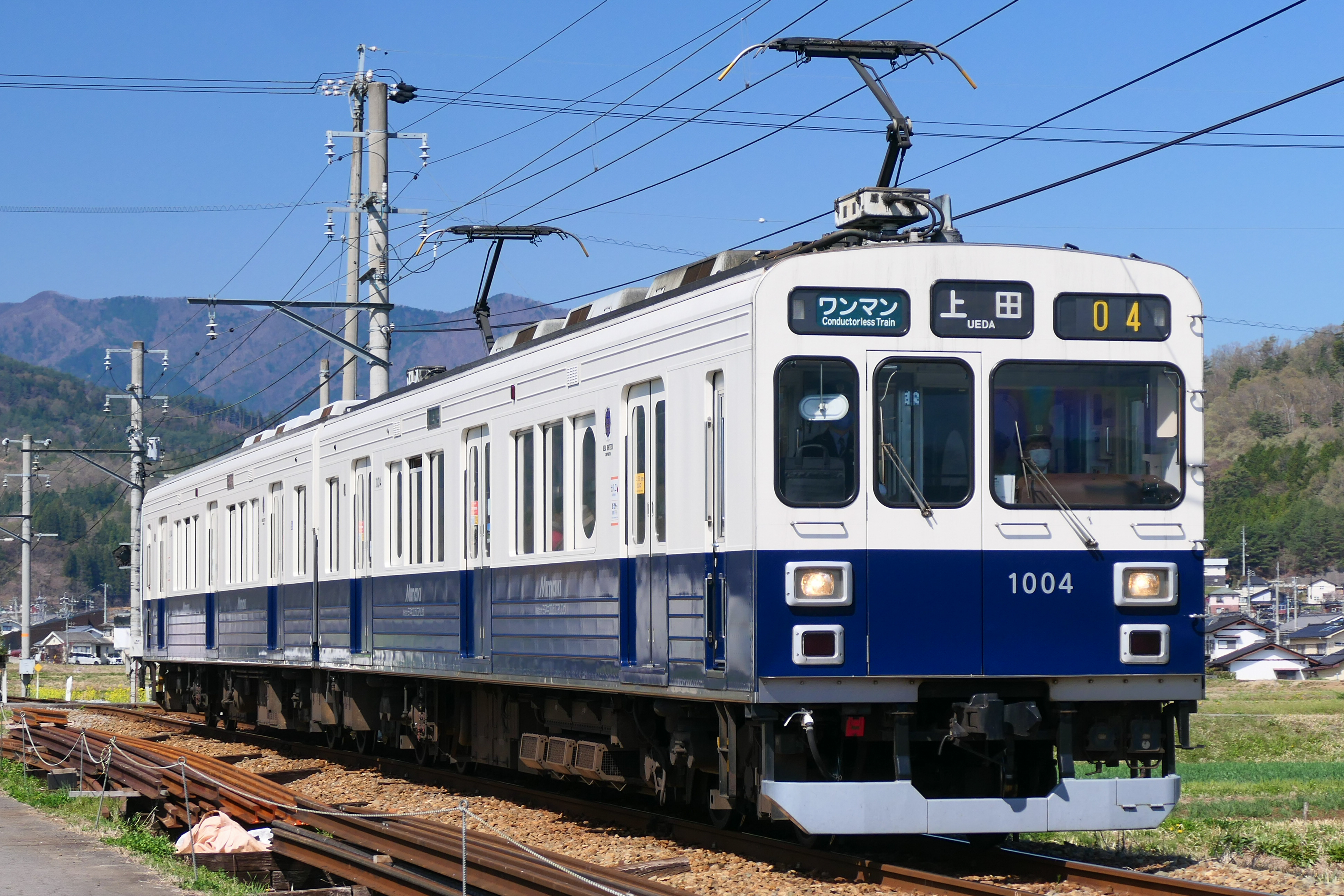
1004編成「まるまどりーむ号Mimaki」（2022年4月）
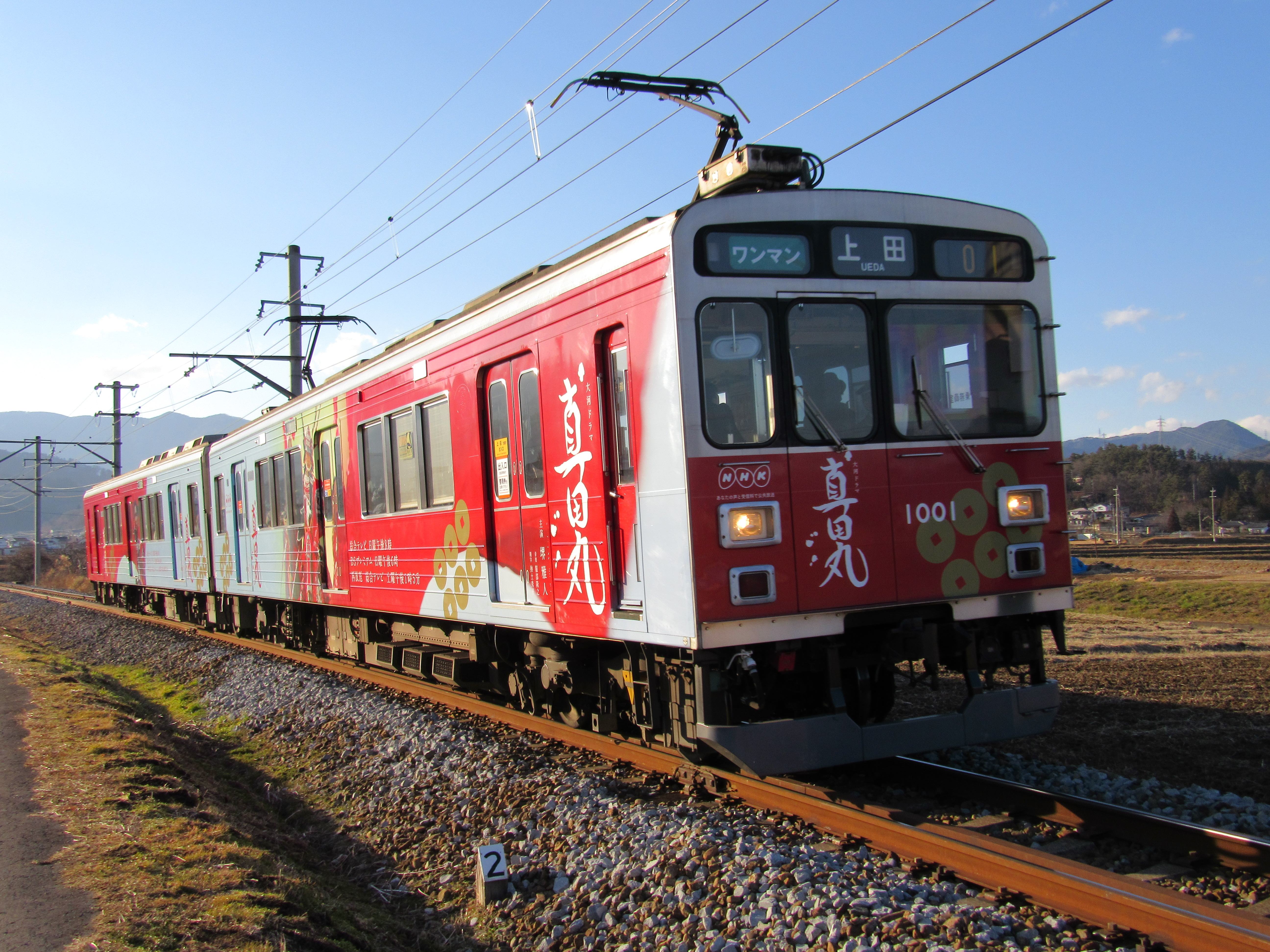
大河ドラマ『真田丸』のラッピングを施された1001編成（2017年1月）
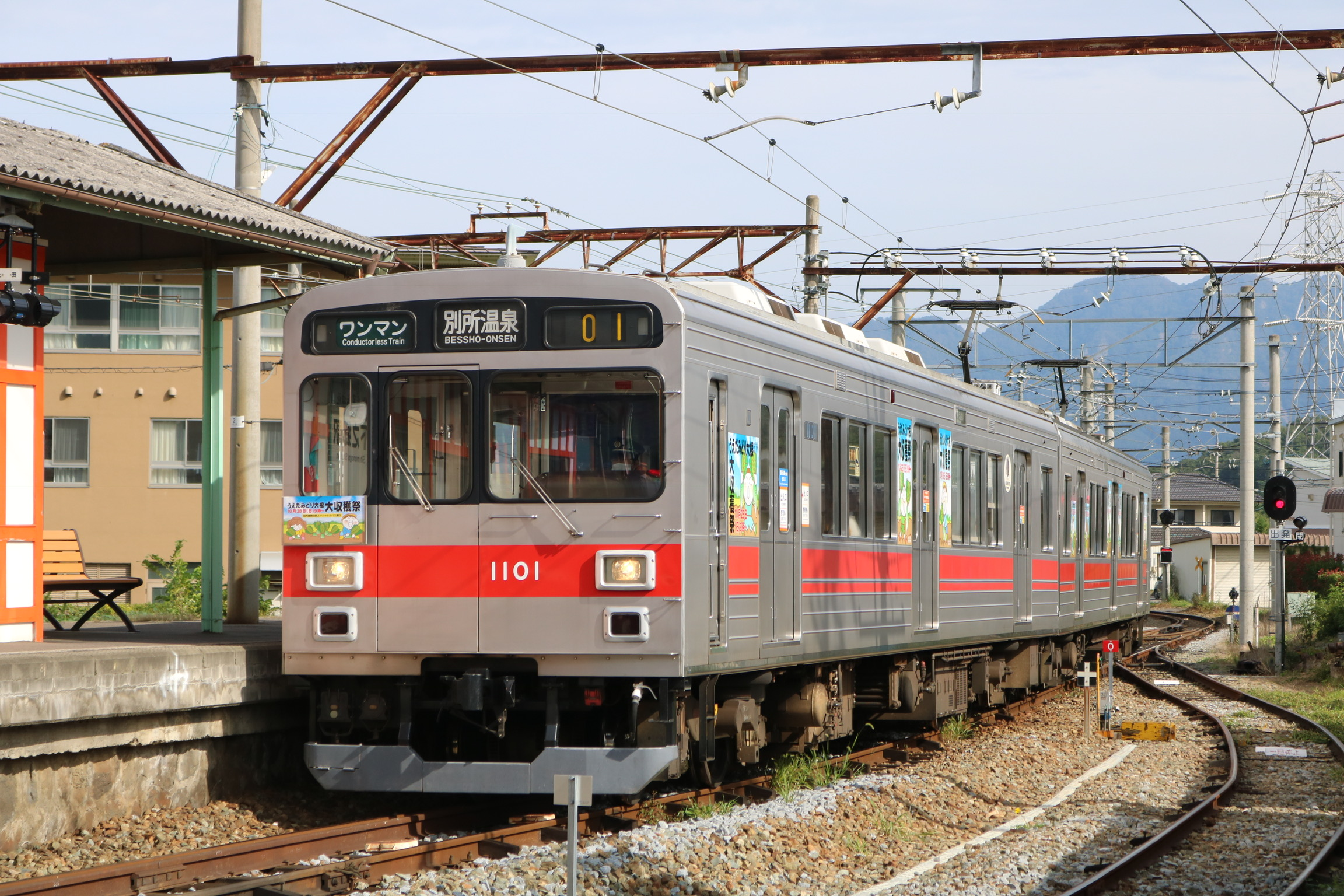
「うえだみどり大根大収穫祭」の広告ラッピングが施された1001編成(2018年9月)　同年10月29日までこのラッピングで運用。
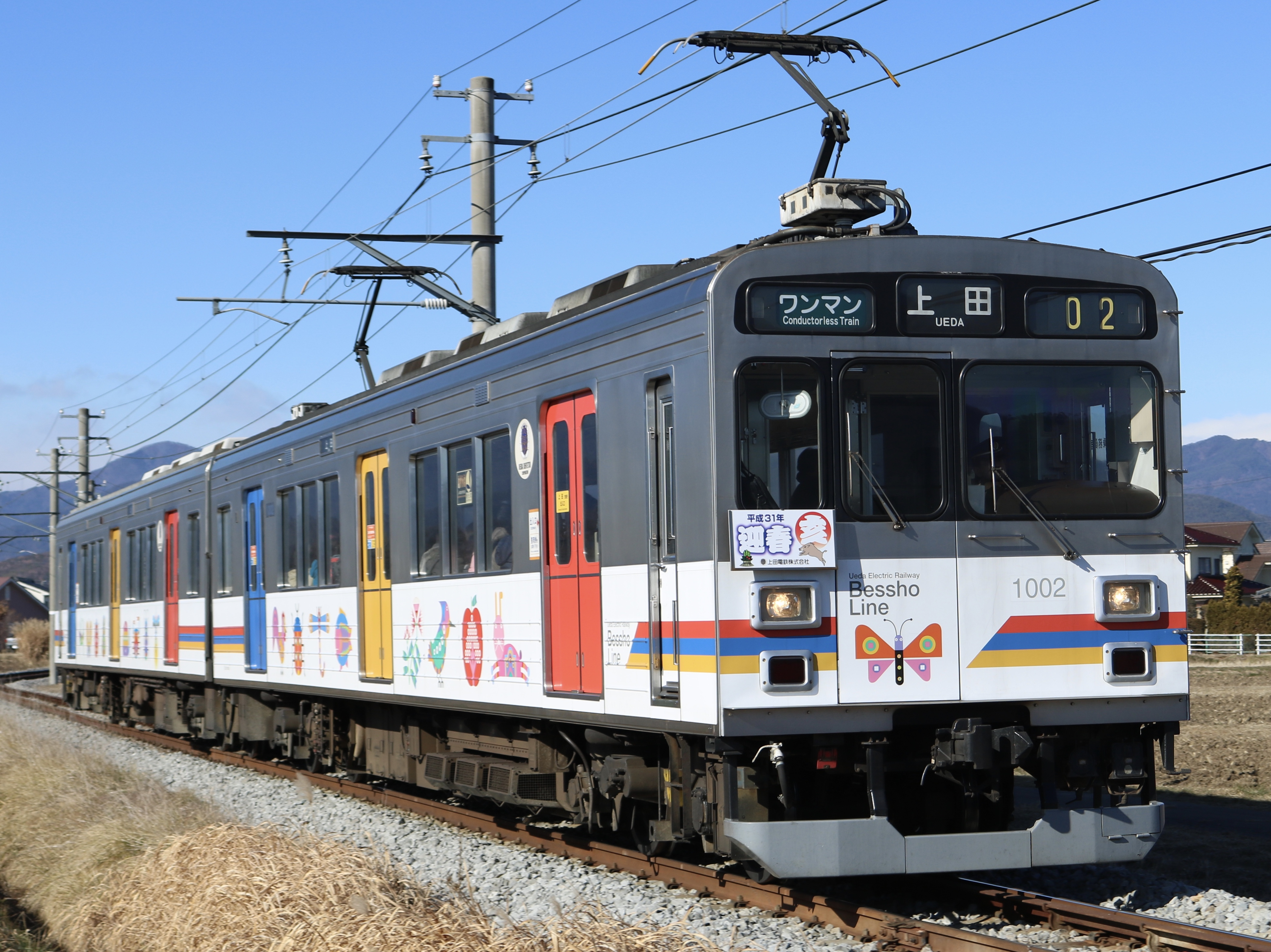
1002編成「自然と友だち１号」(2019年1月)
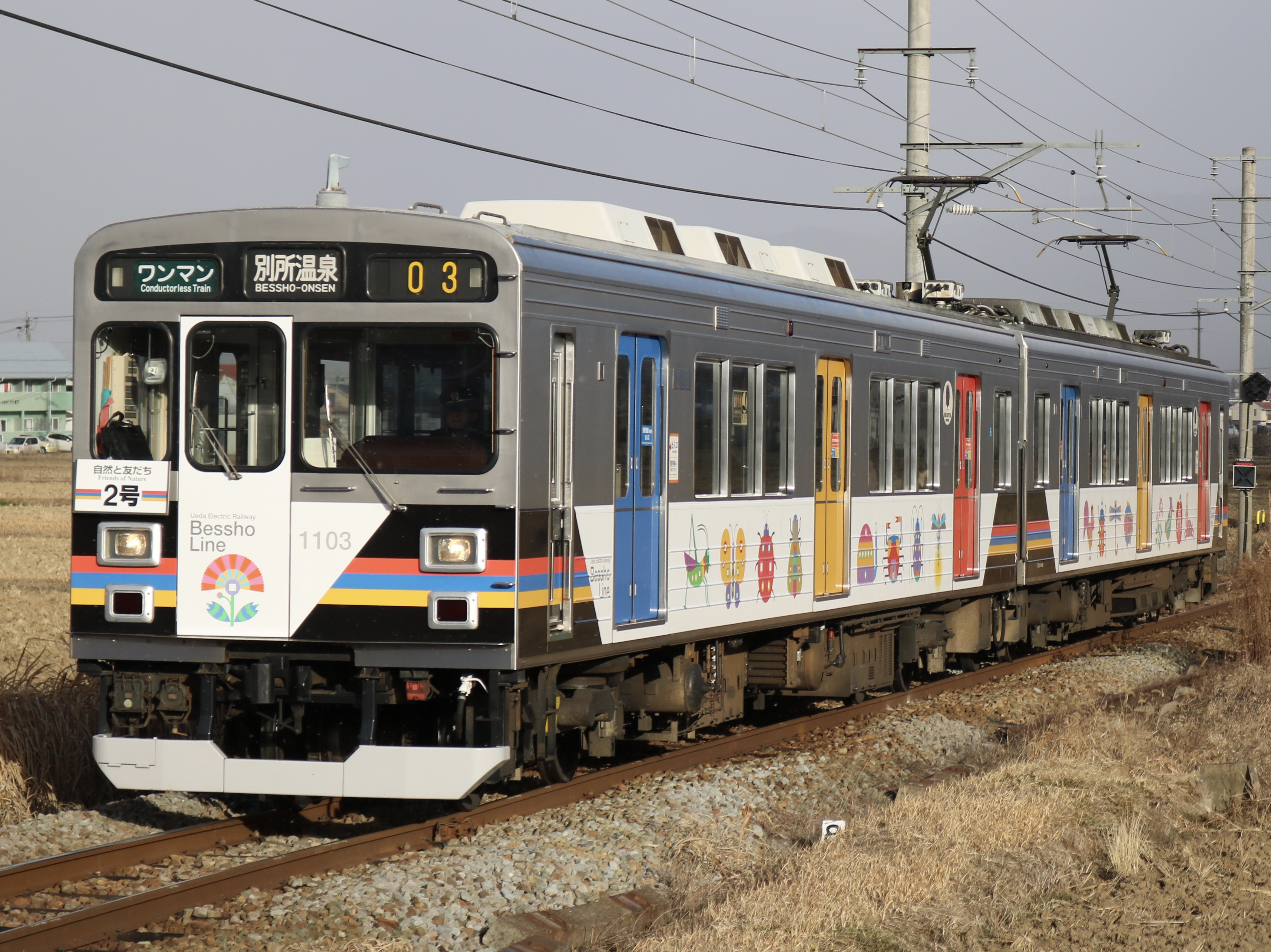
1003編成「自然と友だち2号」(2018年12月)
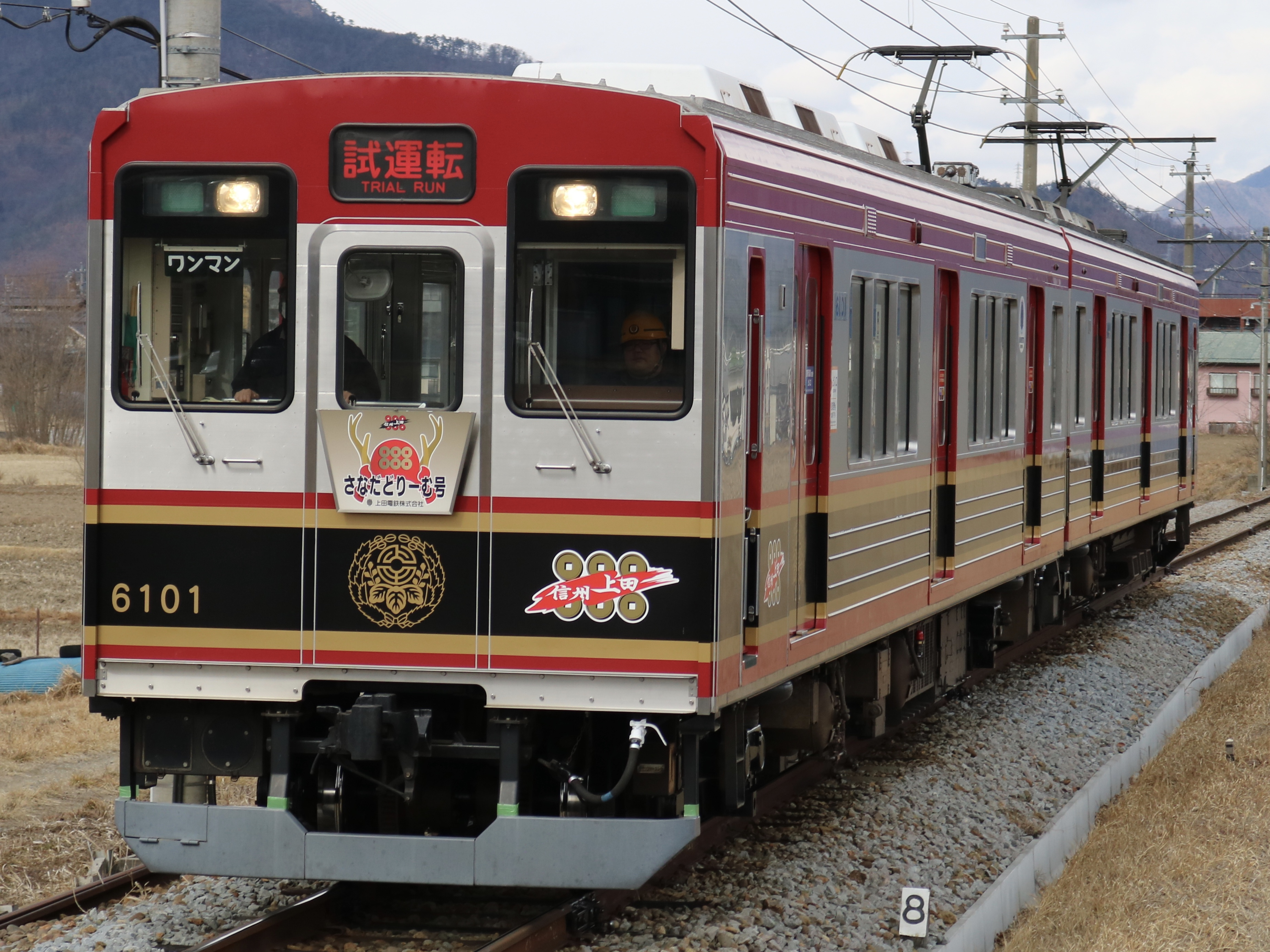
重要部検査出場試運転中の6001編成「さなだどりーむ号」(2019年2月)
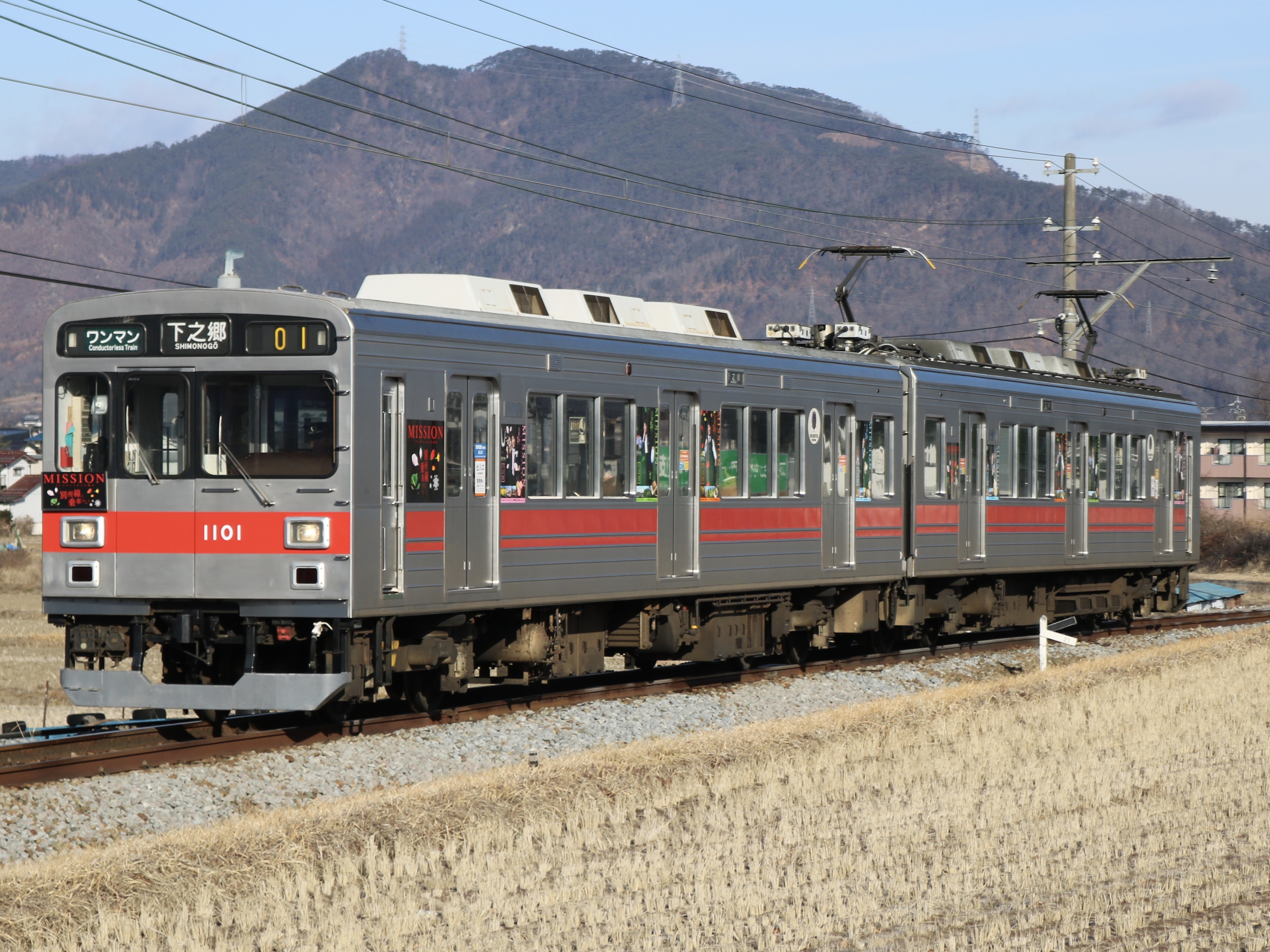
「MISSION「別所線に乗車せよ」」の広告ラッピングが施された1001編成(2019年1月) 2019年2月下旬までこのラッピングを纏い運用。
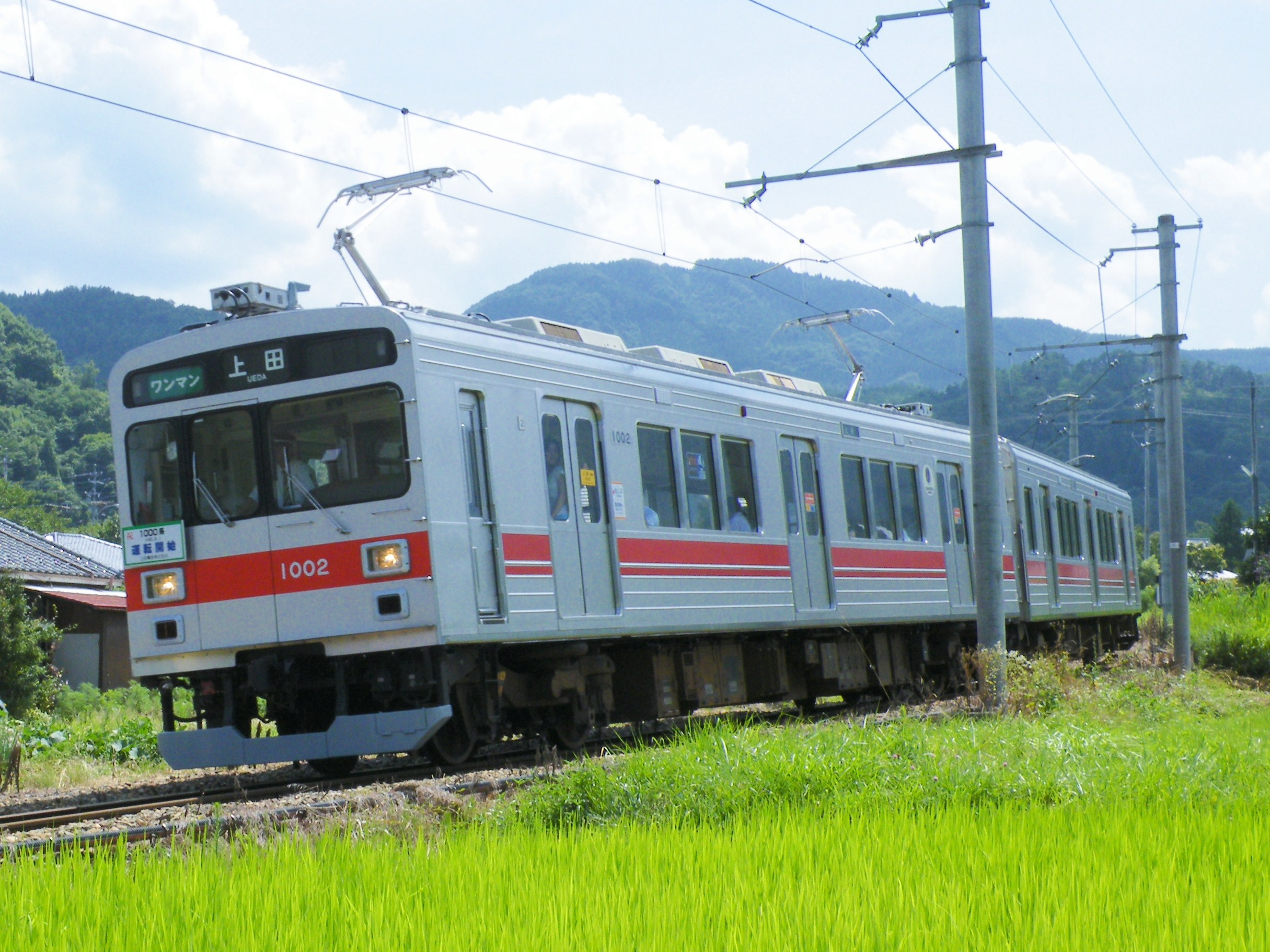
赤帯だった頃の1002編成(2008年8月1日)
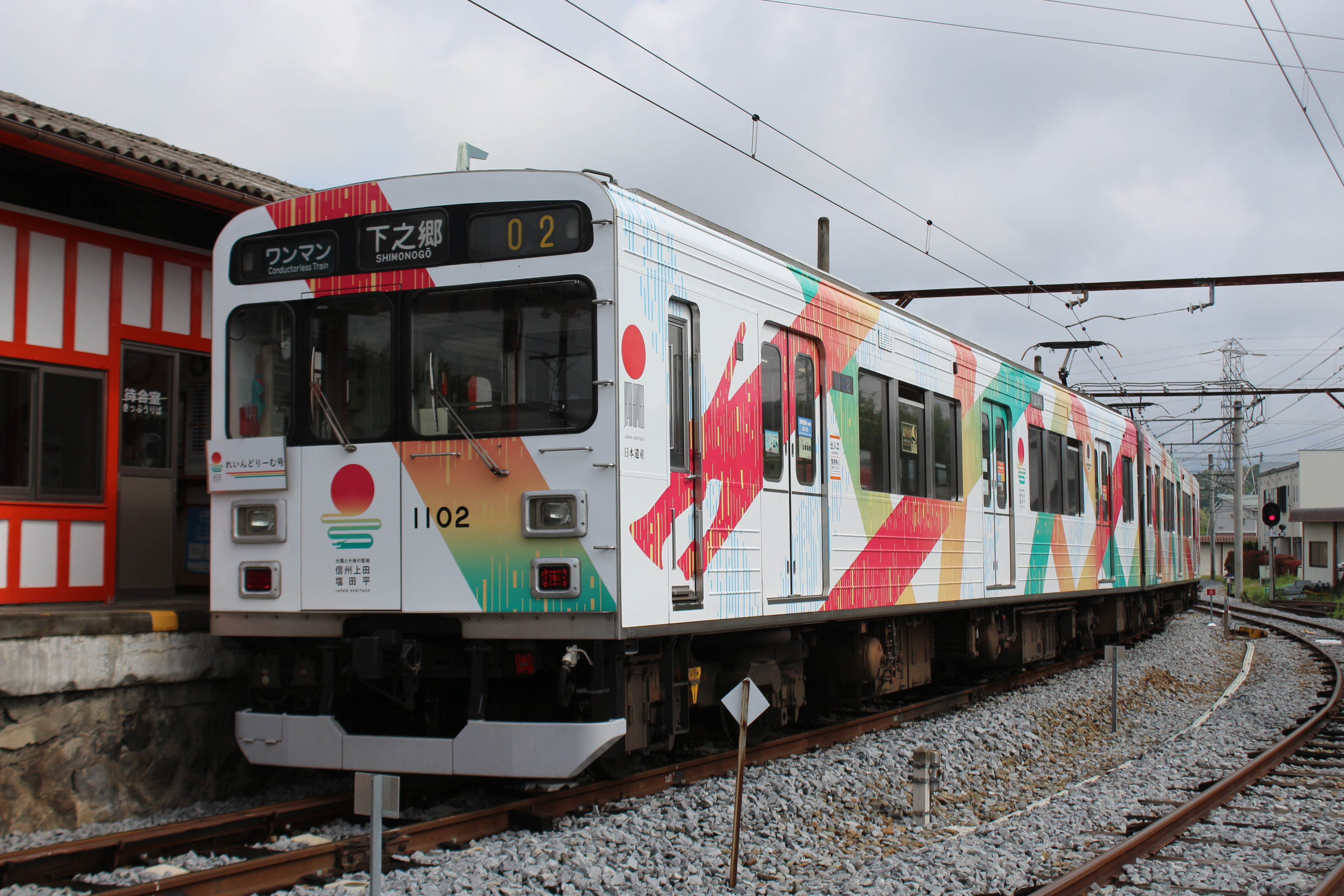
1002編成「れいんどりーむ号」(2022年5月)

### 車内
基本的には東急時代から変化はないが、前述のようにワンマン運転とバリアフリーに対応して整理券発行機・運賃箱・車椅子スペース・ドアチャイム・対話式非常通報装置・液晶ディスプレイ（小田原機器製・レシップ製）が新たに装備されている。車椅子スペースの仕上げは東急に残った1000系や東急3000系と同一の形態であり、窓下壁面に設置されている温風ヒーターも同系列と同じ形状である。また、優先席位置の変更も行われた。
客用扉には号車番号とドアの位置を知らせる点字ステッカーが貼付されているが、東急時代のままであり、上田電鉄での号車・ドア番号と一致していない。ドアチャイムの音色は東急1000系のものから、秩父鉄道6000系と同じものに交換された。このドアチャイムは長野電鉄2100系電車にも採用されている｡
その他、本系列の床面高さは7200系より低いことから、駅ホームとの段差が縮小され、バリアフリーに寄与している｡
運行開始当初は1001編成を除き、運賃箱と整理券発行機は置き換えた7200系からの発生品を使用していたが、2011年より長い期間をかけながら順次新型のものに更新された｡

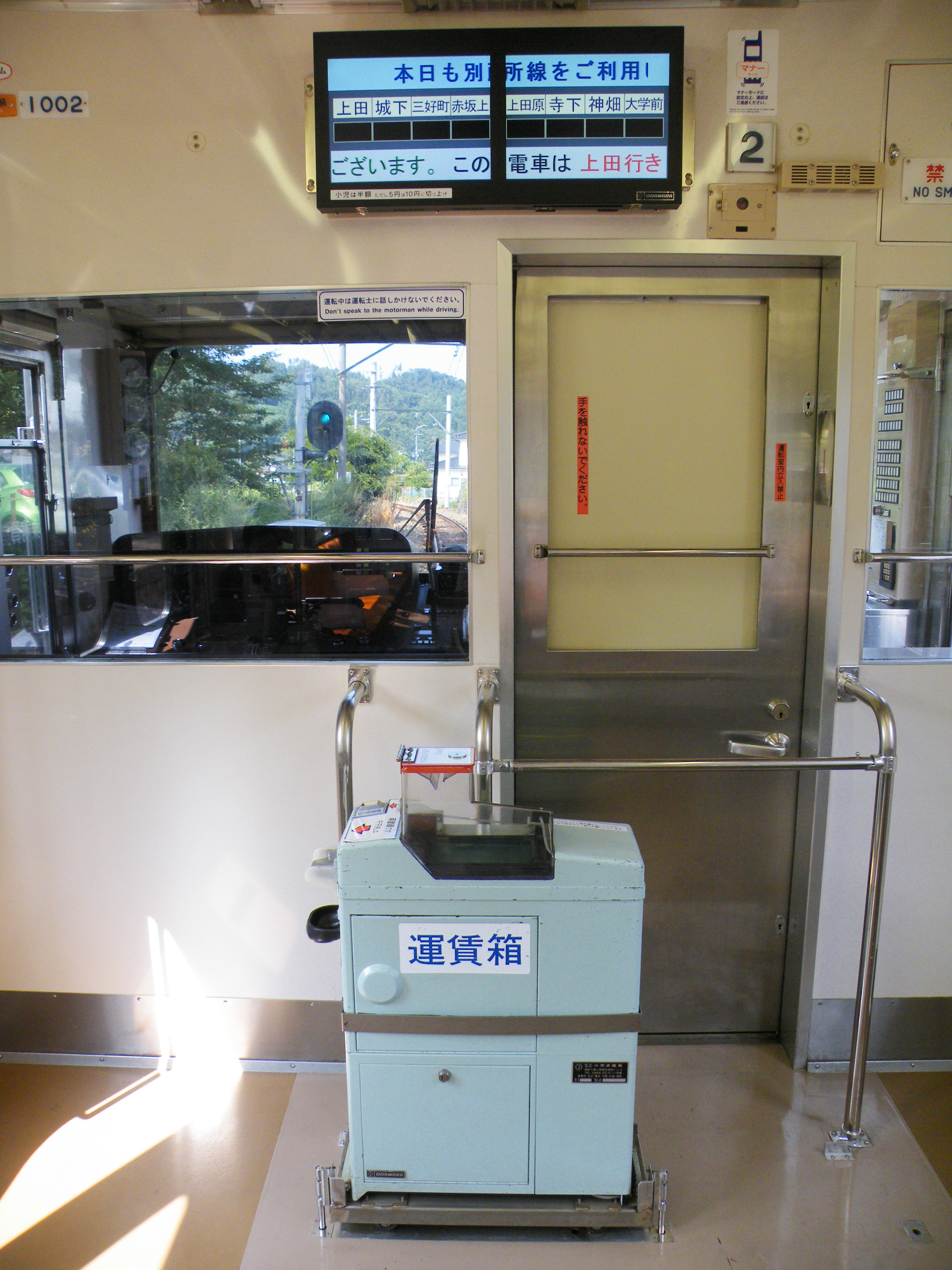
車内に設置された運賃表示器と運賃箱 （2008年8月1日）
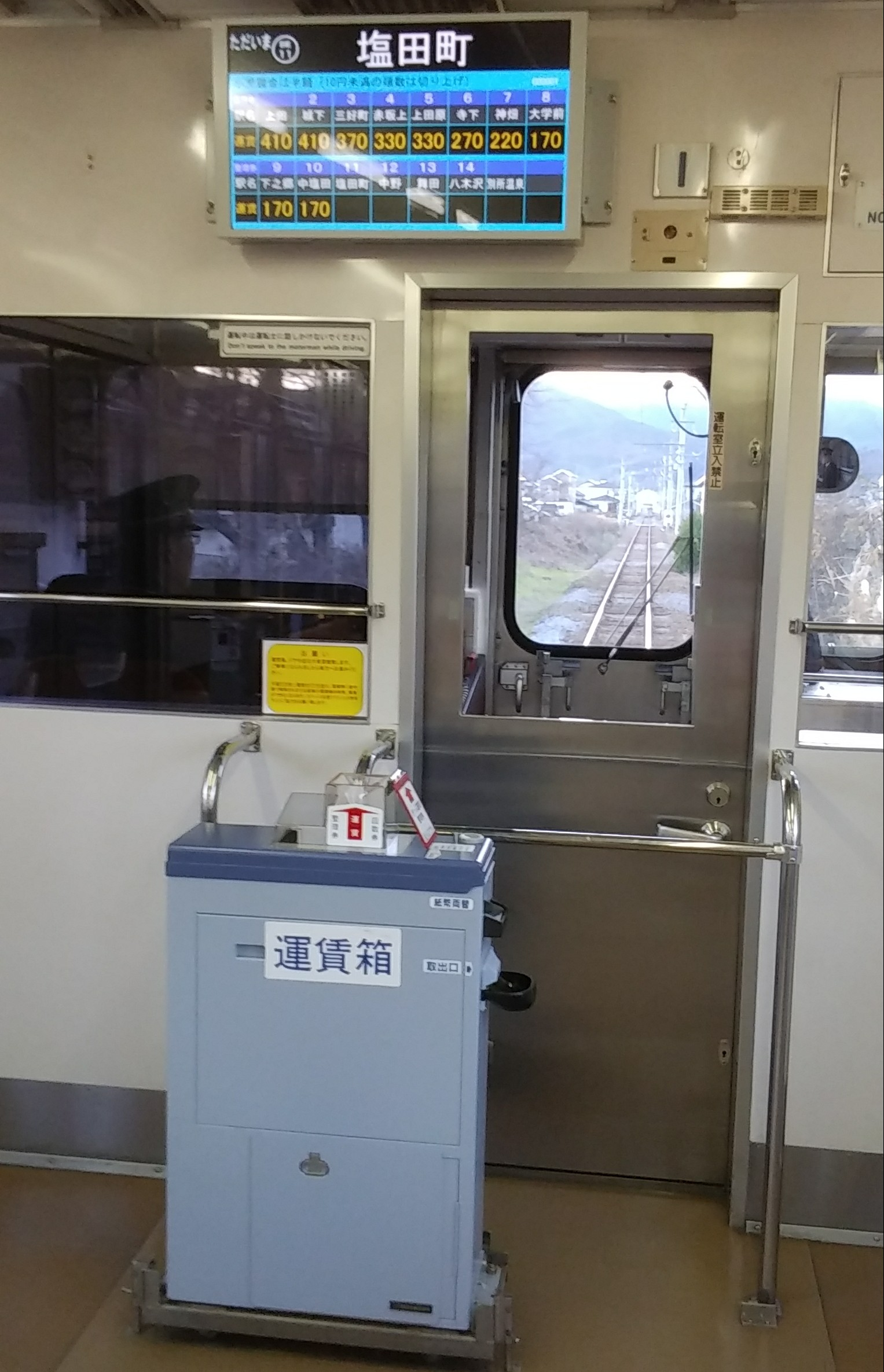
新型のものに更新された運賃箱（2018年12月8日）
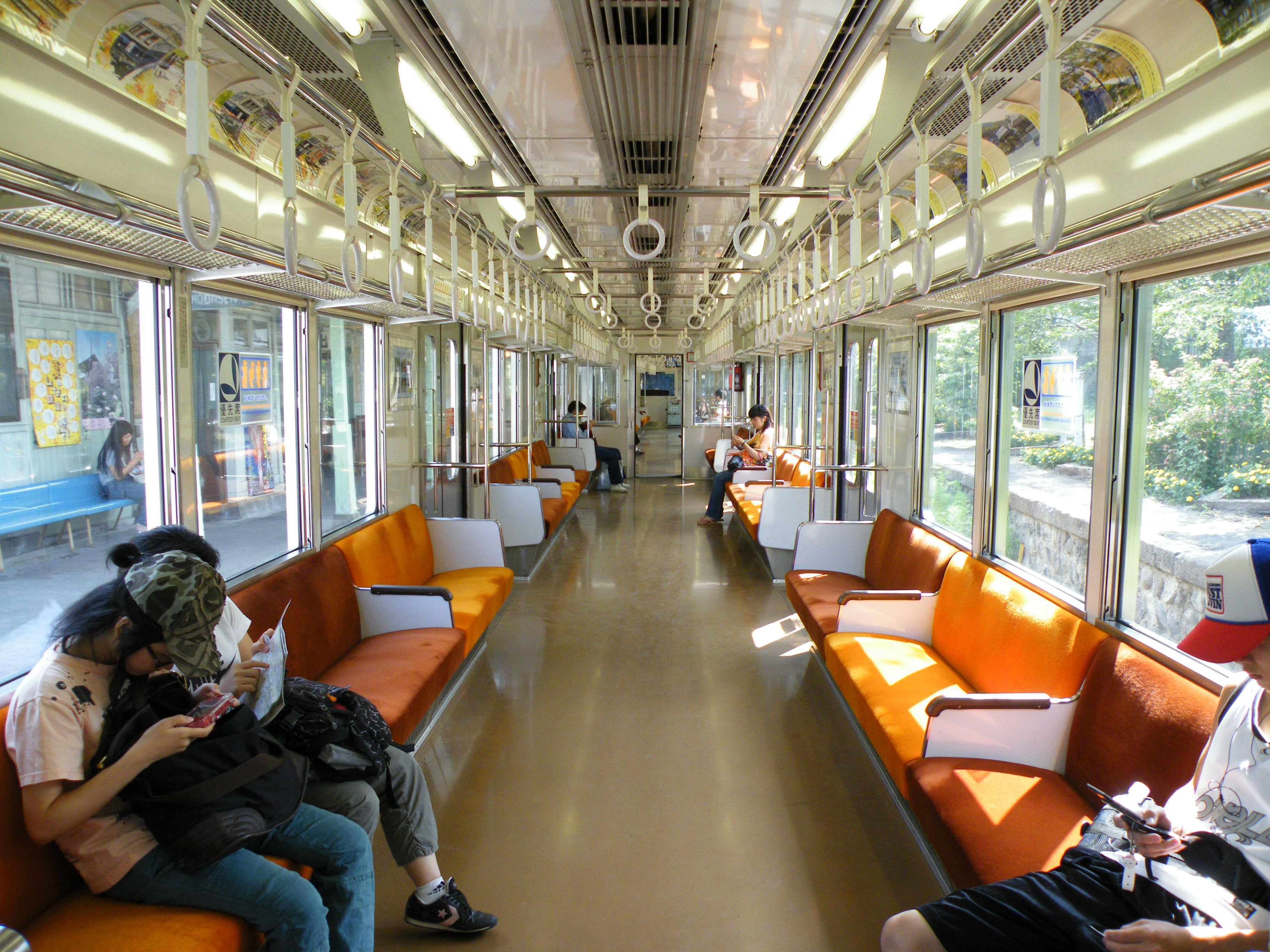
車内の様子 （2008年8月1日）
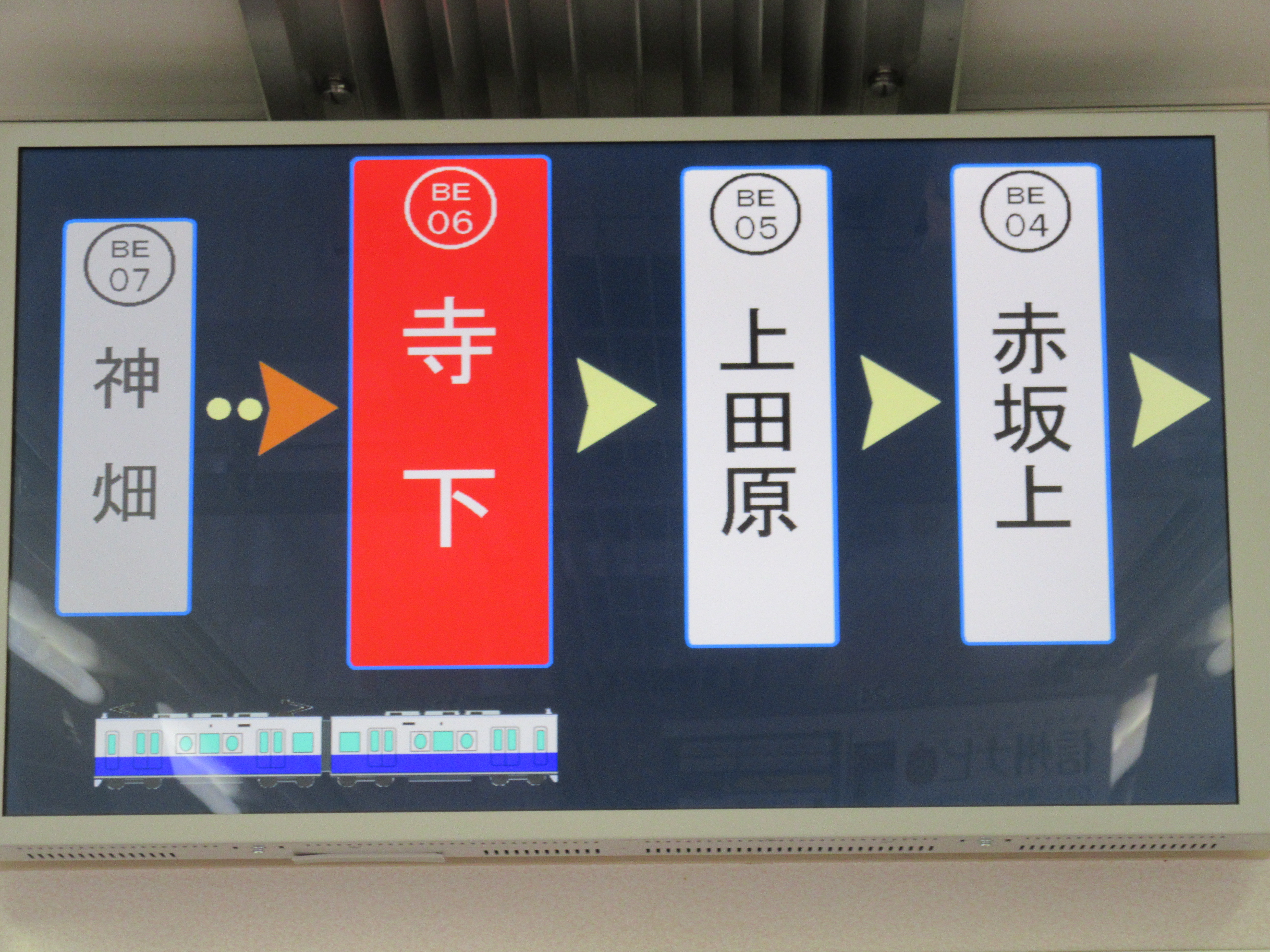
1003編成に搭載されたレシップ製の車内ディスプレイ

### 主要機器
走行機器も東急時代と同様であり、甲信越地方の第三セクターを除く私鉄における初めてのVVVFインバータ制御・ボルスタレス台車の採用例となった。なお当初は、回生制動は同線の変電所が回生制動に対応していないため使用を停止しており、電気式の空気制動のみを使用していたが、変電所に改修工事がなされ、回生制動に対応できるようになった。また、3両→2両に編成が短縮された関係でMT比が東急在籍当時の2:1から1:1へ変更されたため、起動加速度は2.6km/h/sと変化している。
運転台の主幹制御器はT型のワンハンドル式で、同装置の周りには前述の通り自動放送装置やドア開閉ボタンやミラーなどのワンマン運転対応設備が追加されている。運転室の前面貫通扉付近には、非常用はしごが装備されており、その周りは荷物室としても使用される。

## 車歴表
1000系
| 車番              | 竣工年月               | 東急時代の旧番     | 製造年月              |
| デハ1001-クハ1101 | 2008年（平成20年）8月  | デハ1315・クハ1015 | 1991年（平成3年）9月  |
| デハ1002-クハ1102 | 2008年（平成20年）8月  | デハ1318・クハ1018 | 1991年（平成3年）10月 |
| デハ1003-クハ1103 | 2008年（平成20年）12月 | デハ1314・クハ1014 | 1991年（平成3年）9月  |
| デハ1004-クハ1104 | 2009年（平成21年）1月  | デハ1316・クハ1016 | 1991年（平成3年）10月 |

6000系
| 車番              | 竣工年月              | 東急時代の旧番     | 製造年月               |
| デハ6001-クハ6101 | 2015年（平成27年）3月 | デハ1305・デハ1255 | 1989年（平成元年）11月 |